# DHL Aero Expreso
DHL Aero Expreso S.A. è una compagnia aerea cargo con sede a Panama, Panama. È controllata al 100% da Deutsche Post World Net e gestisce i servizi espressi e pacchi a marchio DHL del gruppo in America centrale e meridionale. La sua base principale è l'aeroporto Internazionale di Tocumen, Panama.

## Storia
La compagnia aerea venne fondata nel febbraio 1996 e iniziò le operazioni nell'agosto 1996, inizialmente operando voli charter. I servizi di linea vennero lanciati il 7 novembre 1996.
È di proprietà di Felix Picardi (51%) e DHL Express (49%) e ad aprile 2020 impiegava 362 dipendenti (ad aprile 2020).

## Destinazioni
Al 2021, DHL Aero Expreso opera voli cargo tra Aruba, Barbados, Colombia, Costa Rica, Curaçao, Ecuador, Guatemala, Honduras, Messico, Panama, Perù, Porto Rico, Stati Uniti, Trinidad e Tobago e Venezuela.

## Flotta

### Flotta attuale

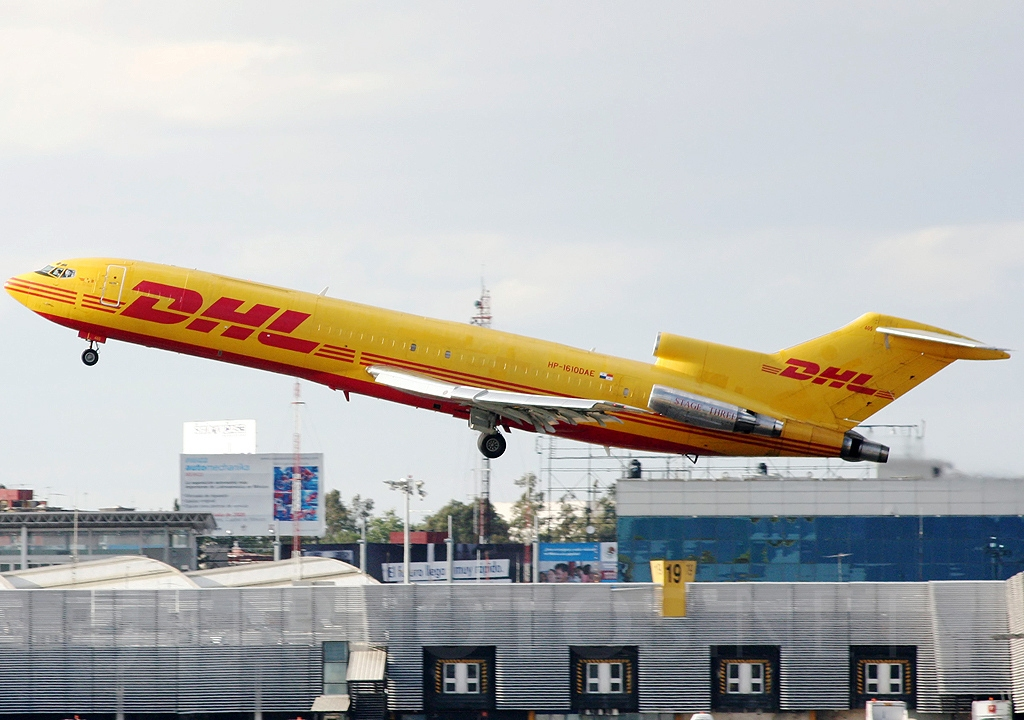
Uno degli ex Boeing 727.

A gennaio 2024 la flotta di DHL Aero Expreso è così composta:

### Flotta storica
DHL Aero Expreso operava in precedenza con:
- Boeing 727-200F
- Boeing 737-400(SF)

## Incidenti
- 7 aprile 2022: il volo DHL Aero Expreso 7216, operato da un Boeing 757-200(PCF) da San José (Costa Rica) a Città del Guatemala (Guatemala) con a bordo 2 membri dell'equipaggio, ha interrotto la salita poco dopo il decollo dichiarando un mayday a causa di un guasto idraulico. L'aereo è entrato in un circuito di attesa ed è successivamente tornato per un avvicinamento alla pista 07 circa 50 minuti dopo la partenza. Dopo l'atterraggio i piloti hanno perso il controllo del Boeing, che si è girato ed è uscito di pista spezzandosi in più parti. L'equipaggio è stato in grado di uscire senza gravi ferite.[8]